# Convention sur la liberté du transit
La Convention sur la liberté du transit est un traité international signé à Barcelone le 20 avril 1921. Elle garantit la liberté de transit pour de nombreux biens traversant les frontières nationales. Il a été enregistré dans le recueil des traités de la Société des Nations le 8 octobre 1921. Il est entré en vigueur le 31 octobre 1922. La convention est toujours en vigueur à l'heure actuelle.

## Convention
La convention réaffirme les statuts adoptés quelques jours plus tôt dans une conférence de la Ligue des Nations unies tenue à Barcelone. L'Article 1 de la loi définit le transit comme étant la circulation de personnes et de marchandises d'un état souverain à un autre. L'Article 2 reconnaît la liberté des gouvernements à faire des arrangements de transit à l'intérieur de leurs territoires. L'Article 3 interdit les gouvernements d'exiger des paiements pour les droits de transit, sauf pour les cotisations destinées à couvrir les dépenses opérationnelles. L'Article 4 rend obligatoire pour tous les gouvernements d'appliquer les mêmes cotisations pour toutes personnes, indépendamment de la nationalité. L'Article 5 autorise les gouvernements pour empêcher l'entrée sur leur territoire de certaines personnes ou marchandises pour des raisons de sécurité. Article 6 permet aux gouvernements de s'abstenir de l'octroi de l'autorisation de transit à des personnes des états non-signataires de la convention. Article 7 permet aux gouvernements de ne pas respecter les dispositions de la convention dans le cas d'une urgence nationale. L'Article 8 permet des exceptions en temps de guerre. L'Article 9 indique qu'aucune de ses dispositions peuvent entrer en contradiction avec les obligations des états au sein de la Société des Nations. L'Article 10 indique que la convention remplacera tous les autres accords de transit conclus avant le 1er mai 1921. L'article 11 autorise les gouvernements à accorder une plus grande liberté de transit selon leurs choix. L'article 12 autorise les gouvernements de reporter temporairement les demandes de transit si leurs territoires sont encore touchés par les conséquences de la Première Guerre mondiale. La résolution des différends concernant l'interprétation de la convention, fixé par l'article 13, sera faite par la cour permanente de justice internationale. L'article 14 permet aux gouvernements de ne pas appliquer des conditions raisonnables de transit au sein de territoires peu peuplés ou n'ayant pas assez d'équipements pour répondre aux termes de la convention. Les dispositions doivent s'appliquer selon l'article 15 sur les territoires des pays membres de la Société des Nations.

## Pays signataires
| Pays                              | Date de ratification |
| --------------------------------- | -------------------- |
| Albanie                           | 08/10/1921           |
| Antigua-et-Barbuda                | 25/10/1988           |
| Autriche                          | 15/11/1923           |
| Belgique                          | 16/05/1927           |
| Bosnie-Herzégovine                | 01/09/1993           |
| Bulgarie                          | 11/07/1922           |
| Cambodge                          | 12/04/1971           |
| Chili                             | 19/03/1928           |
| Croatie                           | 03/08/1992           |
| Danemark                          | 13/11/1922           |
| Espagne                           | 17/12/1929           |
| Estonie                           | 06/06/1925           |
| Fidji                             | 15/03/1972           |
| Finlande                          | 29/01/1923           |
| France                            | 19/09/1924           |
| Géorgie                           | 02/06/1999           |
| Allemagne                         | 09/04/1924           |
| Grèce                             | 18/02/1924           |
| Hongrie                           | 18/05/1928           |
| Inde                              | 02/08/1922           |
| Iran                              | 29/01/1931           |
| Irak                              | 01/03/1930           |
| Italie                            | 05/08/1922           |
| Japon                             | 20/02/1924           |
| Laos                              | 24/11/1956           |
| Lettonie                          | 29/09/1923           |
| Lesotho                           | 23/10/1973           |
| Luxembourg                        | 19/03/1930           |
| Malte                             | 13/05/1966           |
| Maurice                           | 18/07/1969           |
| Népal                             | 22/08/1966           |
| Nigeria                           | 03/11/1967           |
| Nouvelle-Zélande                  | 02/08/1922           |
| Norvège                           | 04/09/1923           |
| Pakistan                          | 02/08/1922           |
| Pays-Bas                          | 17/04/1924           |
| Pologne                           | 08/10/1924           |
| République tchèque                | 09/02/1996           |
| Roumanie                          | 05/09/1923           |
| Royaume-Uni                       | 02/08/1922           |
| Rwanda                            | 10/02/1965           |
| Saint-Vincent-et-les-Grenadines   | 05/09/2001           |
| Serbie (membre de la Yougoslavie) | 07/05/1930           |
| Slovaquie                         | 28/05/1993           |
| Slovénie                          | 06/07/1992           |
| Suède                             | 19/01/1925           |
| Suisse                            | 14/06/1924           |
| Swaziland                         | 24/11/1969           |
| Thaïlande                         | 29/11/1922           |
| Turquie                           | 27/06/1933           |
| Zimbabwe                          | 01/12/1998           |